# Vodiška Johanca
Ivana »Ivanka« Jerovšek, bolj znana pod imenom Vodiška Johanca, slovenska lažna mistikinja in verska prevarantka, * 4. december 1885, Repnje, † 22. september 1919, Ljubljana.

## Življenjepis
Rodila se je v revni družini in že zgodaj osirotela, saj ji je najprej umrl oče, pri 18 letih pa še mati. Po smrti matere je zanjo in za njene tri sestre ter brata poskrbel domači župnik Simon Žužek, ki je Johanco leta 1905 poslal v samostan benediktink na Reko, Hrvaška, kjer ji je priskrbel službo dekle in v isti samostan poslal tudi dve njeni sestri in brata. Johanca si je želela vstopiti v samostan, vendar so jo redovnice zavrnile zaradi pomanjkanja pridnosti in duhovnosti. Zaradi tega je razglasila, da je 13. aprila 1909 doživela videnje Marije. Na Reki ji je cirkuški artist, s katerim je imela razmerje, pokazal trik s svinjskim mehurjem, napolnjenim z živalsko krvjo. Da bi izsilila vstop v samostan, se je odločila uprizarjati lažne čudeže krvavenja. Ko so nune spregledale njeno prevaro, je morala zapustiti samostan, o tem pa je bil obveščen tudi ljubljanski škof Anton Bonaventura Jeglič. Iz Reke so je naposled pregnale civilne oblasti.
Johanca se je tako leta 1913 zatekla v domače Vodice, kjer je poskrbela za veliko senzacijo, saj naj bi videla kip, ki toči krvave solze, krvave sledi pa so se nato pojavile tudi na njenem telesu. Verniki so trumoma drli tja, da bi videli to čudo. Domnevni čudeži so se končali 5. septembra 1913, ko je sumničavi salezijanski duhovnik Josip Valjavec iz Rakovnika med seanso potegnil z nje rjuho, pri čemer se je pokazalo, da gre za prevaro: Johanca si je po telesu napeljala tanke cevke, po katerih je curljala telečja kri, ki jo je dobila pri vaškem mesarju Ivanu Koširju. 12. septembra je časopis Slovenski narod razkril njeno prevaro, zaradi česar je bila deležna zasmehovanja. Sledil je sodni proces, na katerem je krivdo delno priznala in povedala tudi, da je vedela za Magdaleno Gornik in posnemala njena videnja. Obsojena je bila na deset mesecev zapora.
Leta 1919 si je našla delo kot dekla na kmetiji v Ljubljani. Ob spravilu sena se je z zarjavelimi vilami zbodla v nogo. Umrla je zaradi tetanusa – zastrupitve krvi. Njeno truplo so po vsej verjetnosti uporabili v medicinske namene.
Še danes je izraz »Vodiška Johanca« izraz za prevaranta.